# The Voices
The Voices és una pel·lícula comèdia satírica de terror psicològic del 2014 dirigida per Marjane Satrapi, escrita per Michael R. Perry, i protagonitzada per Ryan Reynolds, Gemma Arterton, Anna Kendrick i Jacki Weaver. Es va estrenar al Festival de Cinema de Sundance el 19 de gener de 2014. La pel·lícula es va llançar en una estrena limitada i mitjançant vídeo a la carta el 6 de febrer de 2015, per Lionsgate. Va rebre crítiques generalment positives per part de la crítica, i molts van destacar l'actuació de Reynolds.
La pel·lícula segueix un home que pateix esquizofrènia i intenta mantenir el secret sobre les seves al·lucinacions. Mentre no pren la medicació, l'home mata i desmembra el seu interès amorós. Més tard, al·lucina que la dona morta l'insta a matar de nou per tal de proporcionar-li un company.

## Argument
Jerry Hickfang lluita amb l'esquizofrènia, treballant en una fàbrica de accessoris de fontaneria i vivint a sobre d'una pista de bitlles. Ell menteix al seu terapeuta designat pel tribunal, el Dr. Warren, amagant les al·lucinacions de que les seves mascotes, el seu gos de bon humor, Bosco, i el seu gat antisocial, el Sr. Whiskers, parlen amb ell.
En Jerry convida la seva companya de feina Fiona a un sopar-teatre xinès, però ella l'aixeca perquè faci karaoke amb les seves companyes Lisa i Alison. Quan el cotxe de la Fiona no s'engega, ella marca en Jerry mentre passa. Mentre la conduïa cap a casa, un cérvol xoca contra el seu parabrisa. Al·lucinant que el cérvol li demana que l'elimini del seu patiment, Jerry li talla la gola amb un ganivet de caça. Aterrada, la Fiona corre cap al bosc i en Jerry la segueix, encara sostenint el ganivet. Ensopega i accidentalment l'apunyala, ferint-la greument. Declarant amb llàgrimes que l'estima, la mata repetidament a punyalades mentre demana disculpes.
A casa, Bosco suggereix que Jerry vagi a la policia, però el Sr. Whiskers diu que no hauria d'avergonyir-se de matar. Jerry recull el cos de la Fiona, deixant enrere diversos òrgans, i admet al Dr. Warren que ja no pren la seva medicació. Ell desmembra la Fiona, emmagatzemant les seves restes en nombrosos contenidors Tupperware, i el seu cap tallat comença a parlar amb ell, exigint-li que prengui la seva medicació. Jerry ho fa, experimenta malsons del seu pare abusiu i es desperta i descobreix que les seves al·lucinacions han acabat: les seves mascotes i el cap en descomposició de la Fiona ja no parlen, i el seu apartament està cobert d'escombraries, residus animals i sang.
Jerry llença les seves píndoles, provocant que les seves al·lucinacions tornin la seva vida a la "normalitat", i la Fiona el demana que torni a matar per oferir-li "un amic". Li demana una cita a la Lisa, portant-la a la casa de la seva infància abandonada per matar-la. Mentre és allà, es veu aclaparat pel record de la mort de la seva mare. També era esquizofrènica, i quan les autoritats van arribar per fer-la ingressar, va obligar a Jerry a tallar-li la gola, fet que el va portar a ser institucionalitzat. Consolant en Jerry, la Lisa el fa un petó, i ell deixa el seu ganivet enrere mentre ella el porta a casa per passar la nit junts.
Les restes de la Fiona es descobreixen al bosc, i ella i les mascotes s'enfronten a Jerry sobre els seus impulsos de matar i el fet que les seves veus només estan al seu cap. La Lisa sorprèn en Jerry a casa, descobrint l'horrorós estat del seu apartament i el cap de la Fiona. Ell lluita per explicar-se mentre ella intenta escapar. Després de trencar-li el coll, ell s'enrosca amb la Lisa mentre està agonitzant. Jerry la desmembra i posa el seu cap a la nevera al costat del de la Fiona.
Quan els companys de feina d'en Jerry s'adonen que la Lisa ha desaparegut i troben un article sobre la mort de la seva mare, l'Alison va al seu apartament. Jerry la mata, mantenint el cap amb els altres, però es veu aclaparat per les veus. Confessa els seus assassinats al Dr. Warren abans de segrestar-la al camp, desesperat per la seva ajuda. Ella el tranquil·litza sobre la gestió dels seus propis pensaments intrusius, mentre els companys de feina d'en Jerry irrompen al seu apartament i truquen a la policia.
Jerry torna a casa amb un captiu Dr. Warren i la policia envolten l'edifici. Baixant per una ventilació cap a la pista de bitlles, Jerry trenca accidentalment una canonada de gas. El Dr. Warren és rescatat just abans que la fuita de gas provoqui una explosió. A la bolera en flames, la veu del Sr. Whiskers insta a Jerry a escapar i continuar matant, però la veu de Bosco li diu que la vida ja no té lloc per a ell, i Jerry sucumbeix a la inhalació de fum, mentre que Bosco i el Sr. Whiskers són rescatats i traslladats a un refugi d'animals.
En un buit blanc, Mr. Whiskers i Bosco confessen que, malgrat les seves creences oposades, sí que s'agradaven. En aquest buit blanc, en Jerry coneix els seus pares, la Fiona, la Lisa i l'Alison. Jerry es disculpa amb les seves víctimes quan Jesús apareix, i tots ballen i canten un número musical junts.

## Repartiment
- Ryan Reynolds com a Jerry Hickfang i les veus de Bosco, Mr. Whiskers, The Deer i Bunny Monkey
  - Gulliver McGrath com el jove Jerry
- Gemma Arterton com a Fiona
- Anna Kendrick com a Lisa
- Jacki Weaver com el Dr. Warren
- Ella Smith com Alison
- Paul Chahidi com a Dennis Kowalski
- Stanley Townsend com el xèrif Weinbacher
- Adi Shankar com a John
- Sam Spruell com a Dave
- Valerie Koch com a mare de Jerry
- Paul Brightwell com el padrastre de Jerry
- Alessa Kordeck com a Sheryl
- Michael Pink com a Jesús
- Stephanie Vogt com a Tina TV

## Producció
Abans de la producció inicial, el guió de The Voices va rebre elogis de la crítica, inclòs ser inclòs als millors guions produïts per La Llista Negra de l'ONU de 2009. La pel·lícula originalment tenia adjunt a Mark Romanek per dirigir-la el 2010, amb Ben Stiller adjunt a l'estrella, però mai es va fer per problemes de pressupost. El projecte es va tornar a plantejar l'agost de 2012, quan es va anunciar que Marjane Satrapi dirigiria. Quan se li va preguntar sobre que Reynolds interpretés totes les veus que Jerry sent al seu cap, Satrapi va declarar en una entrevista a Digital Spy: "Al principi, el productor i jo vam dir que buscàvem un actor, i aleshores Ryan va fer les veus al seu iPhone i el va enviar, i vaig dir: "Qui és aquest?" I de sobte té sentit. Aquestes són les veus que escolta l'home, així que qui millor que ell pot fer-ho, així que, sí, va ser una opció òbvia."
La fotografia principal va començar l'abril de 2013 a Berlín, Alemanya.

## Estrena
La pel·lícula es va estrenar al Festival de Cinema de Sundance el 19 de gener de 2014. El 5 de març de 2014, es va anunciar que Lionsgate havia adquirit els drets de distribució de la pel·lícula. La pel·lícula es va projectar al Festival Internacional de Cinema de Toronto l'11 de setembre de 2014. La pel·lícula es va estrenar aleshores en vídeo a la carta i en estrena limitada el 6 de febrer de 2015. El cap de setmana d'estrena, la pel·lícula va guanyar 5.000 dòlars.

### Recepció crítica
A Rotten Tomatoes, la pel·lícula té una puntuació d'aprovació del 75% basada en 99 crítiques, amb una valoració mitjana de 6,5/10. El consens crític del lloc web diu: "The Voices permet a Ryan Reynolds oferir una actuació destacada i ofereix una delícia extraordinària per als amants de les comèdies negres." A Metacritic, la pel·lícula té una puntuació mitjana ponderada de 58 sobre 100, basat en 24 crítics, indicant "crítiques mixtes o mitjanes".
Brad Wheeler del canadenc The Globe and Mail va donar a la pel·lícula tres estrelles de quatre i va declarar: "Penseu en aquesta pel·lícula elegant, peculiar i bastant espantosa de Marjane Satrapi com una reunió de Psicosi, Dexter i Dr Dolittle."
El 2020, Reynolds va dir de la pel·lícula "Una de les meves pel·lícules preferides que he fet mai. Mai va tenir el seu dia a la cort, però home, és estranya, divertida i bonica."

### Premis i nominacions
- La 20a edició del Festival L'Etrange de París va atorgar dos premis a la pel·lícula: el Canal+ Nouveau Genre Award (el Gran Premi del festival) i l’igualment prestigiós Premi del Públic.[16]
- El Festival International du Film Fantastique de Gérardmer 2015 va concedir dos honors més a la pel·lícula: el Premi del Públic i el Premi del Jurat.[17]